# Aiud
Aiud é uma cidade e município da Romênia localizada no distrito de Alba.